# La Vérification
Pour plus de détails, voir Fiche technique et Distribution.
La Vérification (Проверка на дорогах, Proverka na dorogakh, littéralement Inspection sur les routes) est un film soviétique réalisé par Alexeï Guerman, sorti en 1971. Son scénario est inspiré par les Récits de guerre de Iouri Guerman.

## Synopsis
Les événements du film ont lieu en décembre 1942 dans l'oblast de Pskov occupée par les nazis. Le film suit la résistance russe formée de partisans sous le commandement de l'ancien policier Ivan Lokotkov qui attaquent les Allemands sans relâche.
Après une de ces attaques, les partisans parviennent à capturer plusieurs nazis. Parmi eux se trouve un Russe - Alexander Lazarev - qui se définit comme ancien prisonnier de guerre, qui a été obligé de se battre pour les Allemands après que ces derniers ont envahi sa ville. Alexander Lazarev est alors prêt à se battre contre les nazis aux côtés des partisans pour se repentir de sa trahison. Cependant, la confiance ne règne pas entre Lazarev et les résistants : alors qu'une partie d'entre eux veut qu'il soit jugé, une autre partie a confiance en lui.
Mais les partisans ont besoin de voler un train et seul Lazarev a la clef pour rentrer dans la station, il est le seul à connaître les lieux et à avoir la confiance des nazis...

## Fiche technique
- Titre : La Vérification
- Titre original : Проверка на дорогах, Proverka na dorogakh
- Réalisation : Alexeï Guerman
- Scénario : Edouard Volodarski d'après Iouri Guerman
- Photographie : Yakov Sklyansky (ru)
- Directeur artistique : Valeri Yourkevitch (ru)
- Compositeur : Isaak Schwarz
- Casting : Vadim Gauzner
- Son : Tigran Silaïev
- Montage : Anna Babouchkina
- Producteur exécutif : Vladimir Besprozvanny
- Studios : Lenfilm
- Pays d'origine : URSS
- Format : Noir et blanc - 2,35:1 - Mono - 35 mm
- Genre : Drame, guerre
- Durée : 96 minutes
- Date de sortie : 1971

## Distribution
- Rolan Bykov : Ivan Egorovich Lokotkov
- Anatoli Solonitsyne : Igor Leonidovich Petushkov
- Vladimir Zamanski : Alexander Ivanovich Lazarev
- Oleg Borissov : Victor Mikhailovich Solomin
- Fyodor Odinokov (ru) : Erofeich
- Maïa Boulgakova : une villageoise sans espoir
- Nikolaï Bourliaïev : le jeune policier auxiliaire
- Victor Pavlov : Kutenko, un veilleur de police auxiliaire
- Youri Doubrovine (ru) : Colonel Bolshakov - 'lieutenant Genka'
- Igor Klass (ru) : le partisan estonien
- Anda Zaice : Inga, le partisan-interprète
- Gennadi Dyudyayev : Mitka, un jeune partisan
- N. Pokorsky :